# Angelo Tartuferi
Angelo Tartuferi, né le 16 août 1957 à Florence, est un historien de l'art italien.
Maître de conférences à Florence pour le cours d'histoire de l'art, il est aujourd'hui considéré comme l'un des plus grands spécialistes de la peinture italienne, et surtout toscane, du Duecento à la fin du gothique, du XIIIe au XVe siècle. Il est l'auteur de nombreuses monographies, essais et articles dans des revues: Paragone, Arte Cristiana, Antichità Viva, Revue de l’Art... Il a également rédigé de nombreuses entrées pour les encyclopédies : The Dictionary of Art, Allgemeines Künstler-Lexicon, Enciclopedia dell’Arte Medievale et le Dizionario Biografico degli Italiani. 

## Biographie
Elève de Mina Gregori à l’université de Florence, il en est diplômé en 1982 avant de défendre sa thèse sur la miniature florentine du début du XIVe siècle. En 1989, il obtient son doctorat et devient collaborateur direct de Miklós Boskovits dans la rédaction du Corpus of Florentine Painting. 
En 1990, il entre au ministère du Patrimoine et de la Culture en tant qu’historien d'art, et devient en 1997 directeur adjoint de la Galleria dell'Accademia à Florence (où il est à l’origine de la nouvelle disposition des peintures médiévales au premier étage). 
De 2006 à 2009 il occupe le poste de directeur du département d'Art du Moyen Âge jusqu’au XVe siècle du musée des Offices à Florence, avant d'en devenir le directeur adjoint (2009-2013). 
Tartuferi est ensuite directeur de la Galleria dell'Accademia de Florence (2013-2015).
En 2020, il est nommé directeur du musée national San Marco (Florence).  

## Publications
Liste partielle et par ordre chronologique :
- (it) « Pittura fiorentina del Duecento » in La pittura in Italia. Il Duecento e il Trecento, Milano, (1986)
- (it) « Un libro e alcune considerazioni sulla pittura del Duecento in Italia centrale » in Arte cristiana, LXXVI (1988), 729
- (it)  in Trenta dipinti antichi di collezione privata (catal.), a cura di D. Benati - L. Peruzzi, Crevalcore (1990)
- (it) La pittura a Firenze nel Duecento, Firenze, Garzelli, (1990);
- (it)  «  Per Grifo di Tancredi: un'aggiunta e alcune conferme » in Paragone, XLV (1994), 529-533, p. 5-9
- (it)  in Uffizi e Pitti. I dipinti delle Gallerie fiorentine, a cura di M. Gregori, Udine (1994)
- (it) « Trecento lucchese. La pittura a Lucca prima di Spinello Aretino » in Sumptuosa tabula picta. Pittori a Lucca tra gotico e rinascimento, catalogo della mostra (Lucca 1998), a cura di M.T. Filieri, Livorno (1998), p. 42-63
- (it) Bernardo Daddi: L'Incoronazione di Santa Maria Novella (2000), Livorno, Sillabe  (ISBN 978-88-834-7015-8)
- (it)  « Una mostra e alcune spigolature giottesche » in Giotto, Bilancio critico di sessant'anni di studi e ricerche, catalogo della mostra (Firenze 2000), a cura di A. Tartuferi, Firenze (2000)  (ISBN 8809016874), p. 19-32
- (it) avec M. Boskovits, Cataloghi della Galleria Dell’Accademia di Firenze Dipinti Volume Primo (dal Duecento a Giovanni di Milano) a cura di Miklós Boskovits e Angelo Tartuferi, Firenze, Giunti, (2003)  (ISBN 88-09-03447-3), p. 317
- (it) « Grifo di Tancredi » in Enciclopedia Italiana G. Treccani - Dizionario Biografico degli Italiani - Volume 59, (2003)
- (it) «  Riflessioni, conferme e proposte ulteriori sulla pittura fiorentina del Duecento  » in L’arte a Firenze nell’età di Dante 1250-1300, Firenze, Giunti (2004), p. 50-65,
- (it), avec D. Parenti, Lorenzo Monaco, dalla tradizione giottesca al rinascimento, Firenze, Giunti, (2006)
- (it) Il Maestro del Bigallo e la pittura della prima metà del Duecento agli Uffizi, Firenze, Polistampa (2007), p. 80  (ISBN 978-88-596-0226-2)
- (it) Arte a Figline Valdarno. Dal Maestro della Maddalena a Masaccio, a cura di Angelo Tartuferi, Firenze, Polistampa, (2010), p. 200  (ISBN 978-88-596-0832-5)

## Source
- (it) « Source pour la biographie : la présentation sur le site de l'éditeur Polistampa », sur Polistampa.com